# Мико Лехтонен
Мико Лехтонен (фин. Mikko Lehtonen — Турку, 16. јануар 1994) професионални је фински хокејаш на леду који игра на позицијама одбрамбеног играча. 
Члан је сениорске репрезентације Финске за коју је на међународној сцени дебитовао на светском првенству 2017. године. Као члан младе репрезентације Финске (играчи до 20 година) освојио је златну медаљу на светском првенству 2013/14. године. 
Професионалну каријеру започео је у екипи ТПС-а из родног Туркуа, а од 2017. игра за тим Тапаре такође у елитној финској лиги. 